# 겟 쇼티
《겟 쇼티》(영어: Get Shorty)는 1995년 개봉한 미국의 갱스터 코미디 영화이다.
영화의 성공으로 프랜차이즈가 형성돼 2005년 속편 《쿨!》(2005)이 개봉하였으며, 에픽스(Epix)에서 2017년부터 2019년까지 동명 텔레비전 시리즈(Get Shorty)가 방영되었다.

## 줄거리
마이애미에서 활동하는 냉철한 사채업자이자 영화광인 칠리 파머는 라이벌인 조직 폭력배 본스에게 가죽 재킷을 빼앗긴 후 그를 찾아가 코뼈를 부러뜨린다. 이에 앙심을 품은 본스는 칠리를 급습하지만 이를 예상하고 있던 칠리가 먼저 총을 쏘고 총알이 본스의 이마를 스친다. 본스의 보스는 본스에게 칠리가 브루클린 마피아 보스 모모의 보호를 받고 있음을 상기시키며 칠리에게 복수를 할 생각이 없음을 밝힌다.
모모가 심근 경색으로 사망하면서 조직을 물려받은 본스는 칠리에게 비행기 사고로 사망한 세탁소 주인 리오의 빚을 받아오라고 지시한다. 칠리는 리오가 실은 살아있으며 아내가 받은 사망 합의금 30만 달러를 들고 튀었다는 것을 알게 된다. 그의 행적을 추적하여 라스베이거스의 한 카지노까지 간 칠리는 리오가 현재는 로스앤젤레스에 있다는 사실을 알게 되는 한편 로스앤젤레스에 가게 되면 겸사겸사 B급 영화 감독 해리 짐이 진 도박 빚을 회수해 달라는 새로운 제안을 받는다.
칠리는 해리가 머물고 있는 스크림 퀸 캐런의 로스앤젤레스 집을 깜짝 방문하여 해리에게 리오의 빚을 쫓는 자신의 실제 이야기를 영화 아이디어로 제시한다. 해리는 칠리에게 마약 밀매 작업장을 리무진 서비스로 위장하고 있는 투자자 보와 로니를 회유하게 도와 달라고 부탁한다. 해리는 이들이 줬던 투자금 20만 달러를 도박으로 날려 버린 상태이다. 또한 해리는 칠리에게 그가 진짜 제작하고 싶어하는 영화인 〈미스터 러브조이〉에 대해 설명한다. 그러나 이 대본의 원작 판권을 사들이려면 50만 달러가 필요하다. 칠리는 할리우드 제작자가 되기로 결심하고, 리오를 찾아내 그의 수중에 있는 31만 달러를 받아내어 투자금을 확보한다. 보도 이 영화의 제작에 끼고 싶어하지만 칠리는 이를 거절한다.
한편 보는 콜롬비아 마약 카르텔 연락책이 수금해 갈 마약 대금 50만 달러를 공항 사물함에 숨겨 놓는다. 하지만 보가 마약 단속국(DEA) 요원이 이를 감시하고 있다고 알려주자 연락책은 수금을 거부하면서 만약 체포된다면 보에 대해 다 불어 버릴 거라고 장담한다. 이에 보가 연락책을 살해하자 그의 삼촌인 콜롬비아 마약왕이 찾아와 전액 상환을 요구한다.
캐런은 칠리에게 호감을 느끼고, 영화 제작에 참여하고 싶어하면서 그를 할리우드 스타이자 전남편인 마틴에게 소개한다. 마틴은 칠리의 이야기에 끌려 본인이 칠리 역을 연기하고 싶어 한다. 보는 공항 사물함에 보관된 50만 달러를 투자하겠다고 하면서 이를 칠리가 찾아오게 유도하지만 칠리는 함정을 눈치채고 빠져나온다. 칠리는 보의 부하 베어와 대면하게 되지만 베어의 과거 스턴트맨 경력에 대한 이야기를 나누며 상황이 진정된다.
해리는 술김에 본스에게 전화해 투자를 부탁하면서 칠리가 리오의 돈을 가지고 있다고 폭로한다. 본스는 로스앤젤레스로 날아와 해리를 폭행하고, 로니가 끼어들자 로니를 살해한 뒤 해리에게 죄를 뒤집어씌운다. 칠리를 죽이라는 명령을 받았던 베어가 생각을 달리하자 보는 베어뿐만 아니라 그의 어린 딸까지 위협한다. 칠리와 캐런은 서로에게 끌리는 감정을 인정하고, 두 사람은 부상을 입은 해리를 마틴과의 점심 미팅에 데려간다. 
콜롬비아 마약왕에게 돈을 갚아야만 하는 보는 캐런을 납치하고 칠리에게 리오의 돈을 요구한다. 칠리는 돈을 주지만, 보는 베어에게 칠리를 죽이라고 명령한다. 베어는 싸우는 척하다가 미리 연결을 헐겁게 해 두었던 난간 너머로 보를 떨어뜨려 그가 죽게 만든다. 본스는 칠리의 호텔 방에 침입하여 리오의 돈을 요구했다가 칠리가 파둔 함정에 빠져 마약 단속반에 체포된다.
시간이 흐른 후 칠리와 캐런은 함께 영화 〈겟 리오〉(Get Leo) 제작에 들어간다. 두 사람은 제작이 임박한 새로운 영화 프로젝트를 두고 마틴의 에이전트와 대화하다가 해당 작품에 마틴이 출연하기엔 그의 너무 키가 작다고 말하고 촬영장을 뜬다.

## 출연진
- 존 트러볼타 - 칠리 파머 역
- 진 해크먼 - 해리 짐 역
- 러네이 루소 - 캐런 플로레스 역
- 대니 더비토 - 마틴 위어 역
- 데니스 퍼리나 - 레이 “본스” 바보니 역
- 델로이 린도 - 보 캐틀릿 역
- 제임스 갠돌피니 - 베어 역
- 데이비드 페이머 - 리오 더보 역
- 마틴 페레로 - 토미 칼로 역
- 미겔 샌도벌 - 에스코바르 역
- 존 그라이스 - 로널드 로니 윈게이트 역
- 린다 하트 - 페이 더보 역
- 하코브 바르가스 - 야요 포르티요 역
- 벳 미들러 - 도리스 새프런 역
- 러네이 프롭스 - 니키 역
- 보비 슬레이턴 - 딕 앨런 역
- 랠프 맨자 - 미용사 프레드 역
- 패트릭 브린 - 보조 의사 역
- 배리 소넌펠드 - 수위 역

크레디트 미기재
- 레슬리 베이가 - 비키 베스파 역
- 데이비드 그로 - 버디 립턴 역
- 하비 카이텔 - 본인 역
- 페니 마셜 - 본인 역
- 앨릭스 로코 - 지미 캡 역